# Herreros de Suso
Herreros de Suso település Spanyolországban, Ávila tartományban.  Lakosainak száma 140 fő (2024).

## Népesség
A település népessége az utóbbi években az alábbiak szerint változott:
| Lakosok száma | 213  | 198  | 188  | 171  | 165  | 153  | 135  | 126  | 131  | 140  |
|               | 2001 | 2004 | 2006 | 2009 | 2011 | 2014 | 2016 | 2019 | 2021 | 2024 |